# H2O (대한민국의 밴드)
H
2O(에이치투오)는 대한민국의 록 밴드이다. 1986년에 결성, 1987년 《안개도시》로 데뷔했다. 1993년 3집을 끝으로 해체했다가 2004년에 재결성했다. 현재 멤버는 김준원, Tommy Kim, 김영진이다.

## 음반 활동
- 1집 《안개도시》 (1987)
- 2집 《걱정하지 마》 (1992)
- 3집 《오늘 나는》 (1993)
- 4집 《Boiling Point》 (2004)
- 돌아온 일지매 타이틀곡 <나는 일지매> (2009)
- EP 《유혹》 (2013)
- 《Still...Foggy But》 (2014)